# دینتسهایم
دینتسهایم (به آلمانی: Dintesheim) یک شهر در آلمان است که در آلزی-ورمز واقع شده‌است. دینتسهایم ۱۵۲ نفر جمعیت دارد.